# Zhongliao
Zhongliao (chinesisch 中寮鄉, Pinyin Zhōngliáo Xiāng, Tongyong Pinyin Jhongliáo Siang) ist eine Landgemeinde (鄉,  Xiāng) im Landkreis Nantou in Zentraltaiwan.

## Lage und Klima
Das Gemeindegebiet von Zhongliao hat angenähert die Form eines Quadrats mit der Kantenlänge 12 Kilometer. Die benachbarten Gemeinden sind Mingjian, Nantou im Westen, Caotun im Norden, Guoxing und Shuili im Osten, sowie Jiji im Süden. Das Terrain ist von Hügeln und Bergen geprägt und die mittlere Höhe über dem Meeresspiegel variiert zwischen 200 und 1264 Metern. Etwa 143 km² (ca. 97,8 %) der Gemeindefläche werden von Bergland eingenommen und nur etwa 3 km² (2,3 %) sind Ebenen. Das Klima ist subtropisch, jedoch deutlich gemäßigter in den Höhenlagen. Außer in den Wintermonaten Dezember bis März liegt die Monats-Durchschnittstemperatur durchgängig bei über 20 °C. Die höchsten Temperaturen werden in den Monaten Juli und August erreicht. Der Jahresniederschlag liegt bei etwa 2200 mm. Die Regenzeit erstreckt sich von Mai bis August, während die Trockenzeit von Oktober bis März dauert. Im Winter dominiert der Nordwestwind und im Sommer der Wind aus Südosten.

## Geschichte
Die Ureinwohner der Gegend sind austronesische Ethnien (Angehörige der indigenen Völker Taiwans). Nachdem die Insel Taiwan Ende des 17. Jahrhunderts zum Kaiserreich China gekommen war, strömten Han-chinesische Siedler in das Land. Die Gegend um das heutige Zhongliao wurde vor allem durch Einwanderer, die aus der Gegend von Zhangzhou in der chinesischen Küstenprovinz Fujian stammten, besiedelt.

## Einwohner
Mit etwa 14.700 Einwohnern (Stand 2018) lag Zhongliao unter den Gemeinden des Landkreises Nantou an zweitletzter Stelle (noch weniger Einwohner hatte nur noch das benachbarte Jiji). Ende 2017 gehörten nach der offiziellen Statistik 67 Personen den indigenen Völkern an. Das entsprach einem Anteil von knapp 0,5 %.

## Landwirtschaft
Die Landwirtschaft findet hauptsächlich an den Berghängen statt, wo eine Bewässerungswirtschaft nur erschwert möglich ist. Daher fehlt z. B. der ansonsten typische Nassreisanbau. Produkte der örtlichen Landwirtschaft sind Bananen, Zitrusfrüchte (Ernte von Oktober bis Februar), Longan, Litschi, Kaki, Bambussprossen und Erjian-Tee (二尖茶, ein milder Oolong, der in Höhenlagen angebaut wird).

## Verkehr
Durch den äußersten westlichen Zipfel von Zhongliao verläuft ein kurzes Stück die Nationalstraße 3 (Autobahn). Von Nantou kommend zieht die Kreisstraße 139 in südlicher Richtung durch den Südwesten Zhongliaos. Alle anderen Straßen sind kleinere Gemeindestraßen.

## Administration
| Gliederung von Zhongliao |
|                          |

Zhongliao ist in 18 Dörfer (村,  Cūn) gegliedert:
1 Yihe (義和村)

2 Yongfu (永福村)

3 Yongping (永平村)

4 Kanding (崁頂村)

5 Guangxing (廣興村)

6 Baxian (八仙村)

7 Fusheng (福盛村)

8 Hexing (和興村)

9 Fuxing (復興村)

10 Zhongliao (中寮村)

11 Guangfu (廣福村)

12 Qingshui (清水村)

13 Neicheng (內城村)

14 Longan (龍安村)

15 Shuangwen (爽文村)

16 Longyan (龍岩村)

17 Yongfang (永芳村)

18 Yonghe (永和村)

## Tourismus, Sehenswürdigkeiten
Hauptattraktion von Zhongliao sind die Natursehenswürdigkeiten. Dazu zählt der Longfeng (龍鳳瀑)-Wasserfall („Drachen-Phönix-Wasserfall“) im Dorf Qingshui. Im Dorf Fusheng findet sich der Qianzhang-Fels (千丈岩, Tausend-Fuß-Fels), eine 80 × 100 Meter große, etwa 70 Grad steile Felswand. Auf dem Berg Erjian (二尖山) bietet sich eine malerische Aussicht. Dort finden sich auch Bambuswälder und Teeplantagen. Sehenswert sind außerdem verschiedene Tempel, beispielsweise der 1980 erbaute buddhistische Herz-Buddha-Tempel (心佛寺,  Xīn fó sì) im Dorf Qingshui.

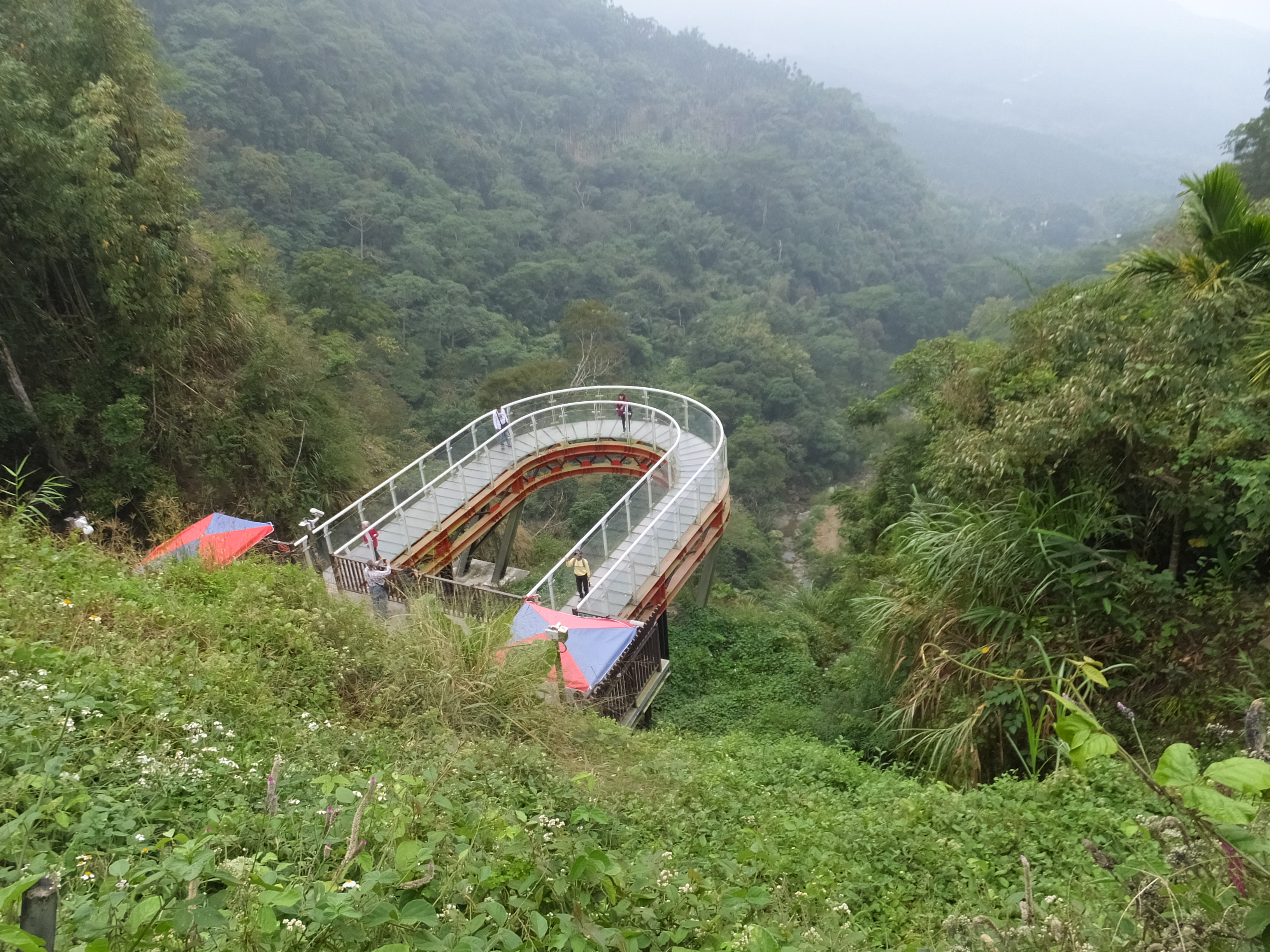
Longfeng-Wasserfall-Skywalk
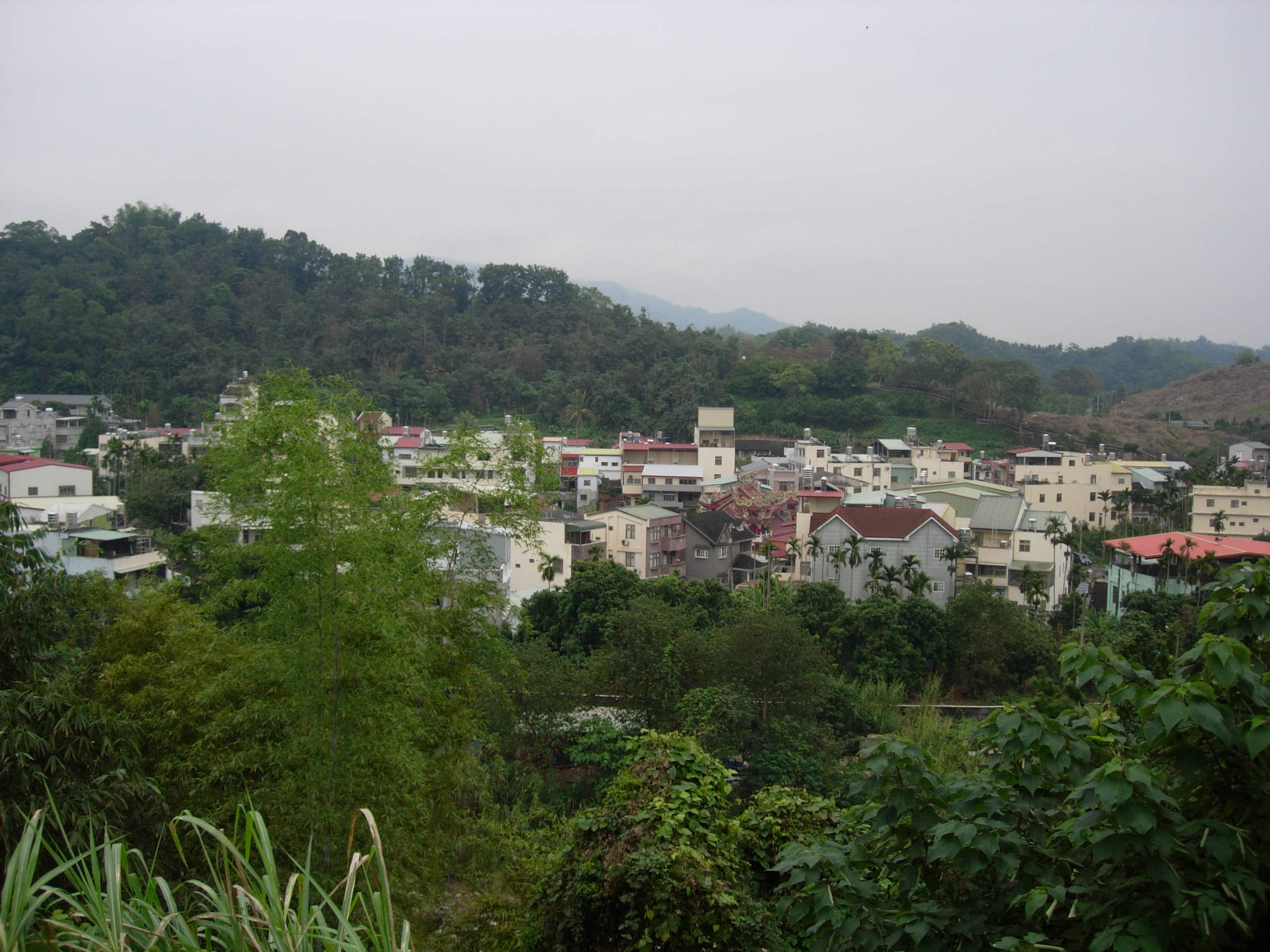
Dorf Shuangwen
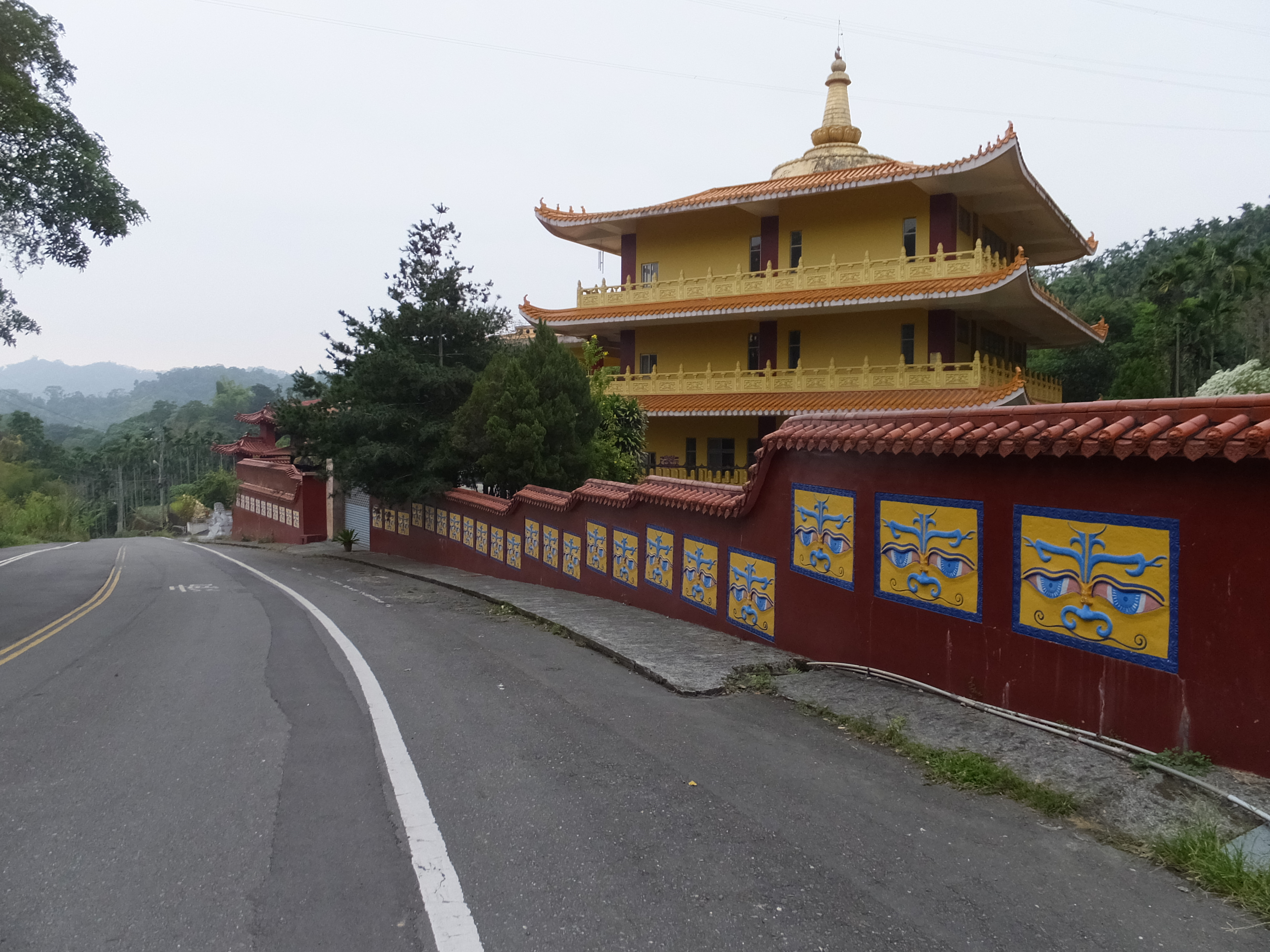
Xinfo-Tempel